# Meløy
Gmina Meløy (norw. Meløy kommune) – norweska gmina leżąca w regionie Nordland. Jej siedzibą jest miasto Ørnes.
Meløy jest 127. norweską gminą pod względem powierzchni.

## Demografia
Według danych z roku 2005 gminę zamieszkuje 6759 osób. Gęstość zaludnienia wynosi 7,76 os./km². Pod względem zaludnienia Meløy zajmuje 148. miejsce wśród norweskich gmin.
| ludność stan na 1 stycznia 2005 |         |           |       |
|                                 | kobiety | mężczyźni | razem |
| osób                            | 3420    | 3339      | 6759  |
| %                               | 50,6%   | 49,4%     | 100%  |

| wykształcenie stan na 1 października 2004 |        |         |        |        |
|                                           | podst. | średnie | wyższe | niezn. |
| osób                                      | 1536   | 2999    | 687    | 80     |
| %                                         | 28,97% | 56,56%  | 12,96% | 1,51%  |

## Edukacja
Według danych z 1 października 2004:
- liczba szkół podstawowych (norw. grunnskolar): 11
- liczba uczniów szkół podst.: 990

## Władze gminy
Według danych na rok 2011 administratorem gminy (norw. rådmann) jest Oddrun Godejord, natomiast burmistrzem (norw. ordfører, d. borgermester) jest Arild Robert Kjerpeseth.